# 齊禮閻站
齐礼阎站是郑州地铁5号线的地铁车站，位于中华人民共和国河南省郑州市二七区航海中路与嵩山南路交叉口，于2019年5月20日随郑州地铁5号线开通运营而启用。

## 车站结构
齐礼阎站分为5号线车站和9号线车站两部分，目前仅开放运营5号线车站，主体结构位于航海中路地下，呈东西向，为地下二层车站。9号线车站的主体结构位于5号线车站以南的嵩山南路地下，为预留结构，并未开放。5号线车站的站前设置双停车线，停车线上方站厅层区域整体开挖，作为地下物业开发区域。为保证车站及地下开发区域的疏散，车站包括物业开发区域沿航海路道路两侧共设置出入口10处，是郑州地铁出入口数量最多的车站之一。

### 车站楼层
齐礼阎站5号线车站的主体结构为地下二层车站，B1層為站廳层，B2層為站台层。
| 1F  | 地面     | 所有出入口                                               | 所有出入口                                               | 所有出入口                                               |
| B1F | 站厅     | 客服中心、自动售票机、行李检查、闸机、车站控制室、警务室 | 客服中心、自动售票机、行李检查、闸机、车站控制室、警务室 | 客服中心、自动售票机、行李检查、闸机、车站控制室、警务室 |
| B2F | █ 5号线  | 内环方向（后河芦）                                       | 内环方向（后河芦）                                       | 内环方向（后河芦）                                       |
| B2F | 岛式站台 |                                                          | 至站厅                                                   | 卫生间                                                   |
| B2F | █ 5号线  | 外环方向（市第二人民医院）                               | 外环方向（市第二人民医院）                               | 外环方向（市第二人民医院）                               |

### 站厅与装饰
齐礼阎站目前启用5号线车站的站厅，位于B1层，设有客服中心、自动售票机、行李检查等设施。站厅由闸机和栏杆分隔为付费区和非付费区，付费区内设有自动扶梯、步梯和无障碍电梯连接站台层。站厅非付费区D口通道处设有卫生间和母婴室。
该站为5号线上18座设有文化墙的规划换乘站之一，这些车站在装修设计上分别以河南省的18个地级市的特色为主题，该站为南阳特色站，在5号线站厅内设有以“汉文化”为主题的文化墙。

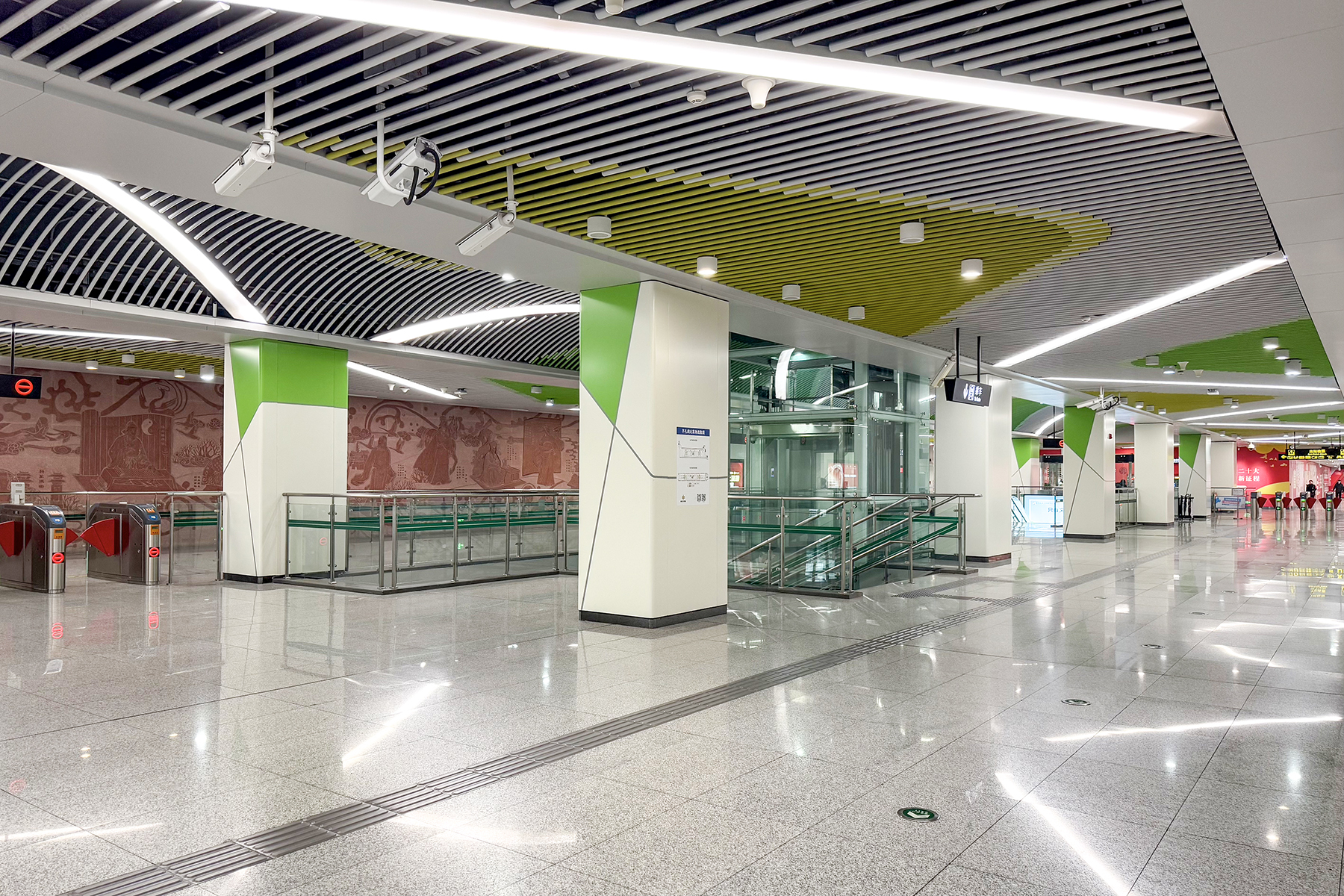
站厅
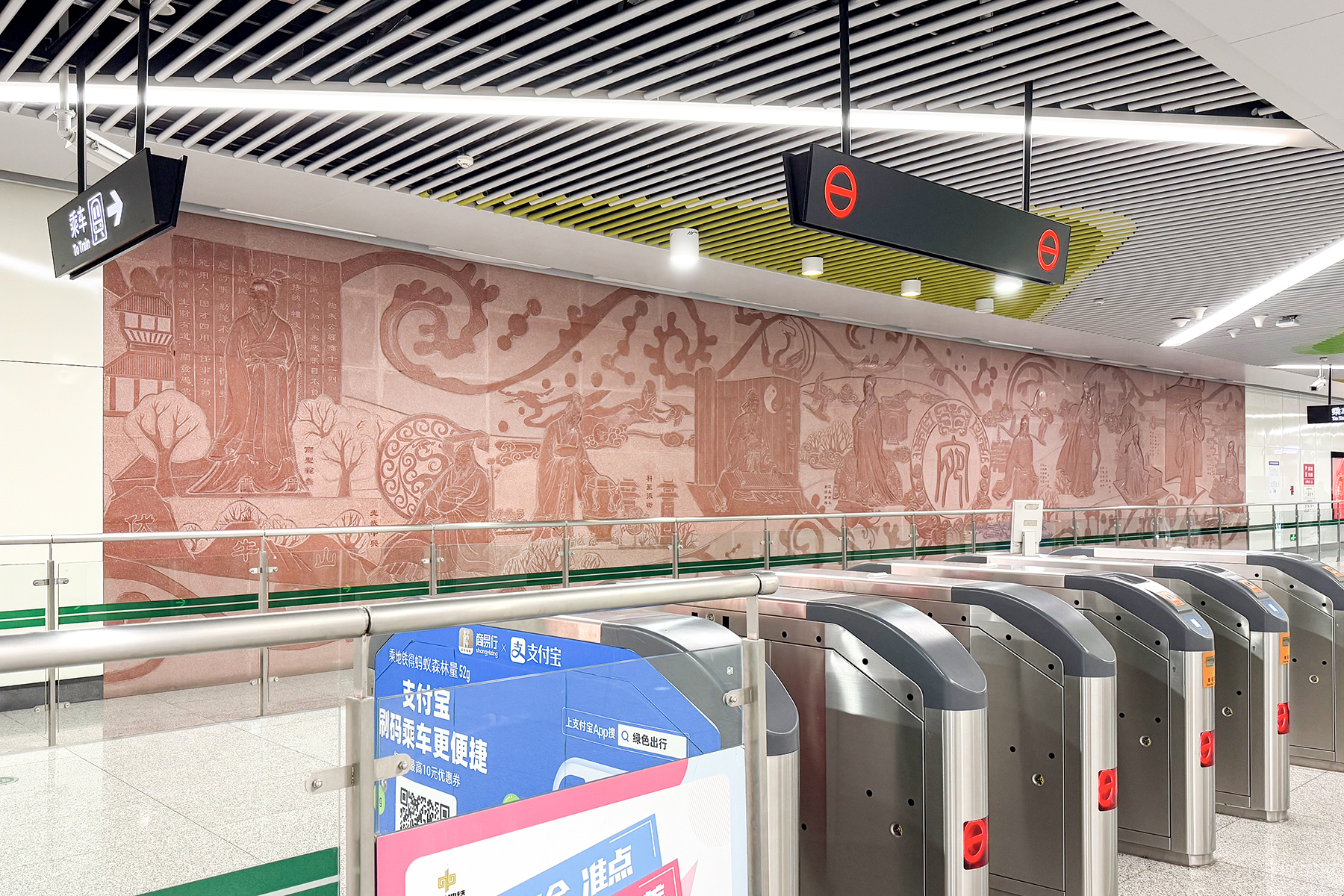
站厅内的文化墙

### 站台
齐礼阎站目前开放5号线车站，设一座岛式站台，位于B2层，安装有高站台门。站台呈东西向，北侧站台面由5号线内环方向的列车使用，南侧站台面由5号线外环方向的列车使用。在站台的东端设有卫生间。

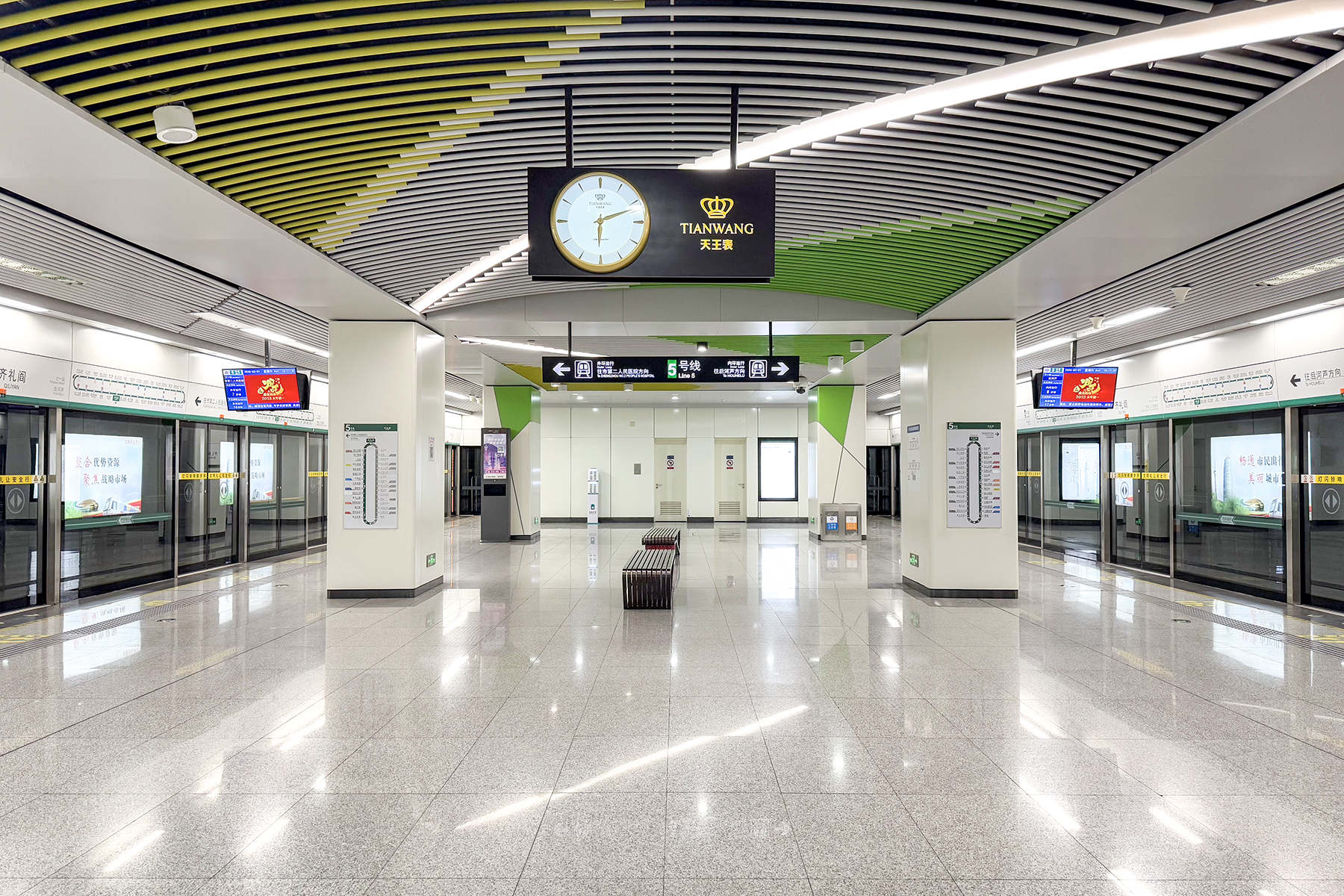
站台
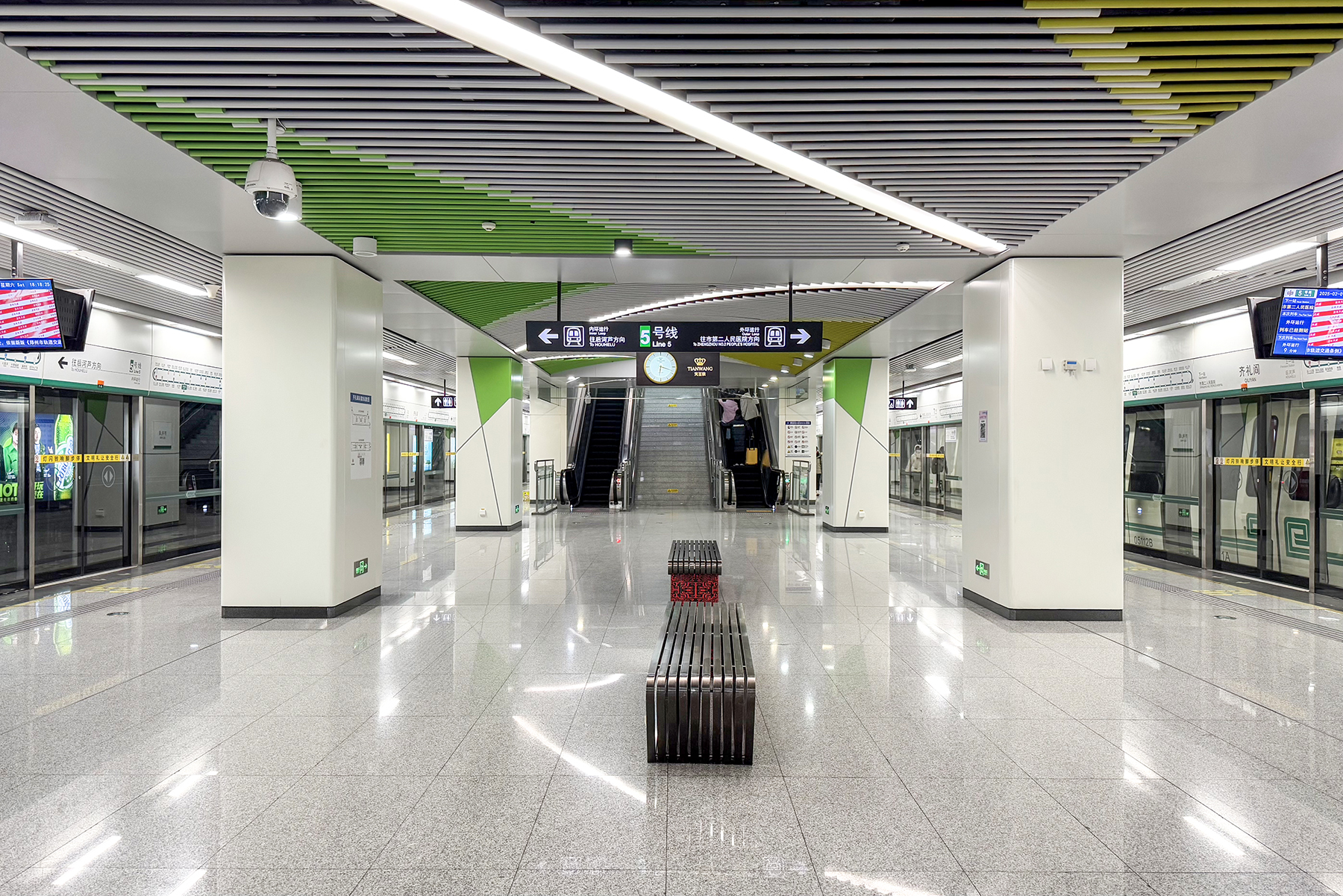
站台

### 出入口
齐礼阎站设计有10个出入口，目前开通A1、C、D三个出入口，分别位于航海中路与嵩山南路交叉路口的东南角、西北角和东北角，连接5号线站厅的非付费区，D口设有无障碍电梯。
该站已开通的各出入口信息如下表所示。
| 航海路嵩山路 | 航海路嵩山路     | 航海路嵩山路 | 航海路嵩山路   | 航海路嵩山路 |
| 编号         | 路线             | 路线         | 路线           | 备注         |
| ------------ | ---------------- | ------------ | -------------- | ------------ |
| 111          | 百荣世贸商城北门 | ⇆            | 昆仑路陇海路   |              |
| 903          | 航海路秦岭路     | ⇆            | 农业路中州大道 |              |
| B101         | 电厂路公交站     | ⇆            | 石化路公交站   |              |
| Y28          | 航海路秦岭路     | ⇆            | 郑汴路中州大道 | 夜间服务     |

| 航海路嵩山路 | 航海路嵩山路     | 航海路嵩山路 | 航海路嵩山路   | 航海路嵩山路 |
| 编号         | 路线             | 路线         | 路线           | 备注         |
| ------------ | ---------------- | ------------ | -------------- | ------------ |
| 66           | 后仓村           | ⇆            | 嵩山路南三环   |              |
| 84           | 环翠路公交站     | ⇆            | 化工路西三环   |              |
| 111          | 百荣世贸商城北门 | ⇆            | 昆仑路陇海路   |              |
| 226          | 淮河西路公交站   | ⇆            | 二七区委       |              |
| 903          | 航海路秦岭路     | ⇆            | 农业路中州大道 |              |
| B101         | 电厂路公交站     | ⇆            | 石化路公交站   |              |
| S192         | 南四环中州大道   | ⇆            | 嵩山路航海路北 |              |
| Y28          | 航海路秦岭路     | ⇆            | 郑汴路中州大道 | 夜间服务     |

| 嵩山路航海路北 | 嵩山路航海路北 | 嵩山路航海路北 | 嵩山路航海路北 | 嵩山路航海路北 |
| 编号           | 路线           | 路线           | 路线           | 备注           |
| -------------- | -------------- | -------------- | -------------- | -------------- |
| G82            | 嵩山南路南四环 | ⇆              | 晨旭路中州大道 | B2路支线       |
| 560            | 白寨镇         | ⇆              | 火车站北港湾   |                |
| B11            | 中州大道黑庄   | ⇆              | 环翠路公交站   |                |
| S192           | 南四环中州大道 | ⇆              | 嵩山路航海路北 |                |

| 嵩山路航海路北 | 嵩山路航海路北 | 嵩山路航海路北 | 嵩山路航海路北 | 嵩山路航海路北 |
| 编号           | 路线           | 路线           | 路线           | 备注           |
| -------------- | -------------- | -------------- | -------------- | -------------- |
| G82            | 嵩山南路南四环 | ⇆              | 晨旭路中州大道 | B2路支线       |
| 226            | 淮河西路公交站 | ⇆              | 二七区委       |                |
| 560            | 白寨镇         | ⇆              | 火车站北港湾   |                |
| B11            | 中州大道黑庄   | ⇆              | 环翠路公交站   |                |

## 未来发展
该站未来规划为5号线南段和9号线的换乘站，惟9号线二期工程为远期规划，尚未列入近期建设计划中。